# Totschlag (Schweiz)
Totschlag stellt im Strafrecht der Schweiz eine besondere Form des vorsätzlichen Tötungsdeliktes dar, die mit einer geringeren angedrohten Strafe verbunden ist.

## Wortlaut
Der Tatbestand und die Rechtsfolgen des Totschlages sind im Artikel 113 des Strafgesetzbuches (StGB) festgelegt:

«Totschlag

Handelt der Täter in einer nach den Umständen entschuldbaren heftigen Gemütsbewegung oder unter grosser seelischer Belastung, so ist die Strafe Freiheitsstrafe von einem Jahr bis zu zehn Jahren.»

## Systematik und Rechtsvergleich
Art. 113 folgt im Strafgesetzbuch auf den in Art. 112 normierten Mord.
Der Tatbestand des Totschlages beschreibt eine besondere Art der vorsätzlichen Tötung und unterscheidet sich damit von der Definition von Totschlag im Recht Deutschlands. Hier wird nicht sozusagen der Normalfall (Grundtatbestand) einer Tötung mit Vorsatz beschrieben, sondern eine bestimmte nicht ganz so strafwürdige Form (Privilegierung) der Tötung mit Vorsatz. Insofern ähnelt der Schweizer Totschlag eher dem österreichischen Totschlag.
Neben der «nach den Umständen entschuldbaren heftigen Gemütsbewegung» (Affekt) ist auch die «grosse seelische Belastung» eine Tatbestandsvariante des Totschlags. Der Totschlag im Recht der Schweiz entspricht daher in etwa dem „minder schweren Fall des Totschlags“ nach § 213 des deutschen Strafgesetzbuches (siehe unter Totschlag (Deutschland)).
Im Unterschied zu Österreich ist im Recht der Schweiz die «vorsätzliche Tötung» nach Art. 111 StGB der Grundtatbestand der Tötungsdelikte und nicht Mord. Demnach ist Totschlag eine weniger schwere Form (Privilegierung) der vorsätzlichen Tötung, während Mord im Sinne von Art. 112 StGB die schwerere Form (Qualifikation) der vorsätzlichen Tötung darstellt.
In der dreiteiligen Systematik (siehe: beim allgemeinen Artikel über Tötungsdelikte) ähnelt das Schweizer Recht der vorsätzlichen Tötungsdelikte insofern der Rechtslage im Recht Deutschlands. Dies ist auch nicht verwunderlich, da die schweizerische Regelung bis 1941 als Vorbild für die deutsche Regelung der Tötungsdelikte diente (siehe bei der Rechtsgeschichte der Neuzeit im Artikel über Tötungsdelikte).